# Ermita de Santa Bàrbera (Borriana)
L'ermita de Santa Bàrbera a Borriana, Plana Baixa, és un lloc de culte catòlic catalogat com a Bé de Rellevància Local segons la Disposició Addicional Cinquena de la Llei 5/2007, de 9 de febrer, de la Generalitat, de modificació de la Llei 4/1998, d'11 de juny, del Patrimoni Cultural Valencià (DOCV Núm. 5.449 / 13/02/2007), amb codi 12.06.032-001.
Es tracta d'una de les ermites més conegudes i freqüentades de les existents al municipi. Situada en la coneguda com a partida de Vinarragell, lloc d'una gran càrrega històrica a la zona (amb jaciments arqueològics que es remunten als íbers, i eix de comunicació de l'interior de la península seguint el curs del riu Millars), està inconclusa.

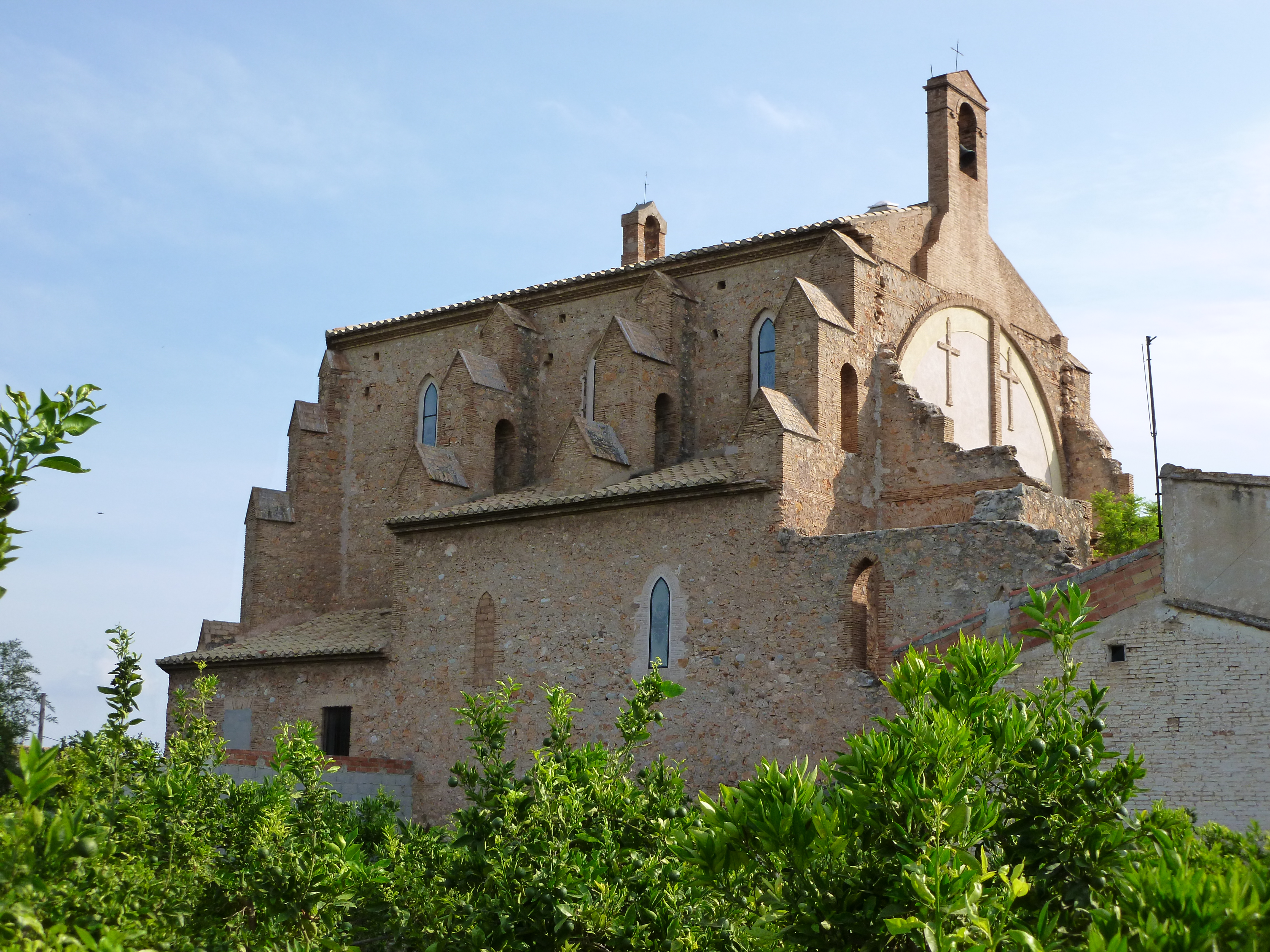
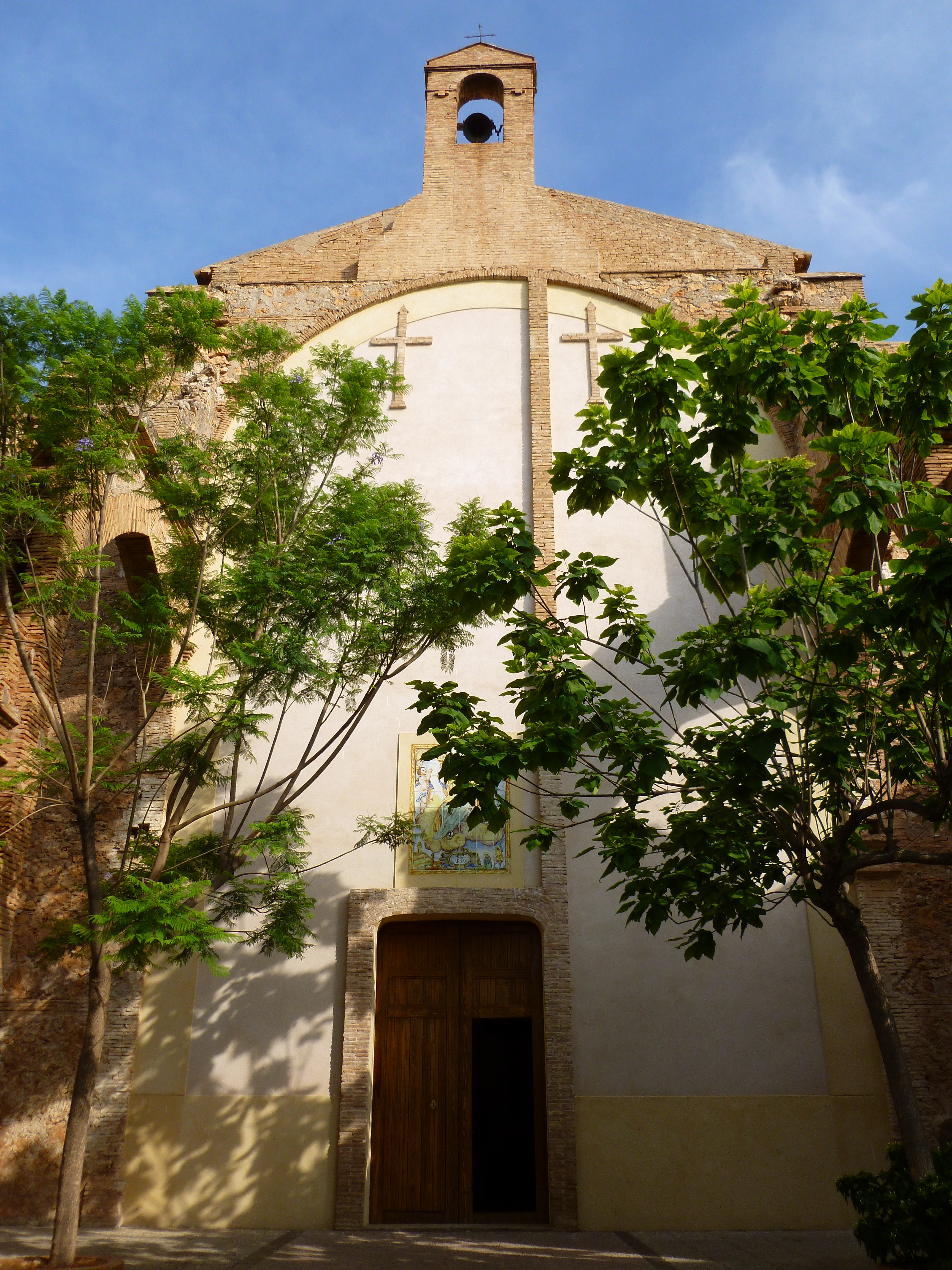
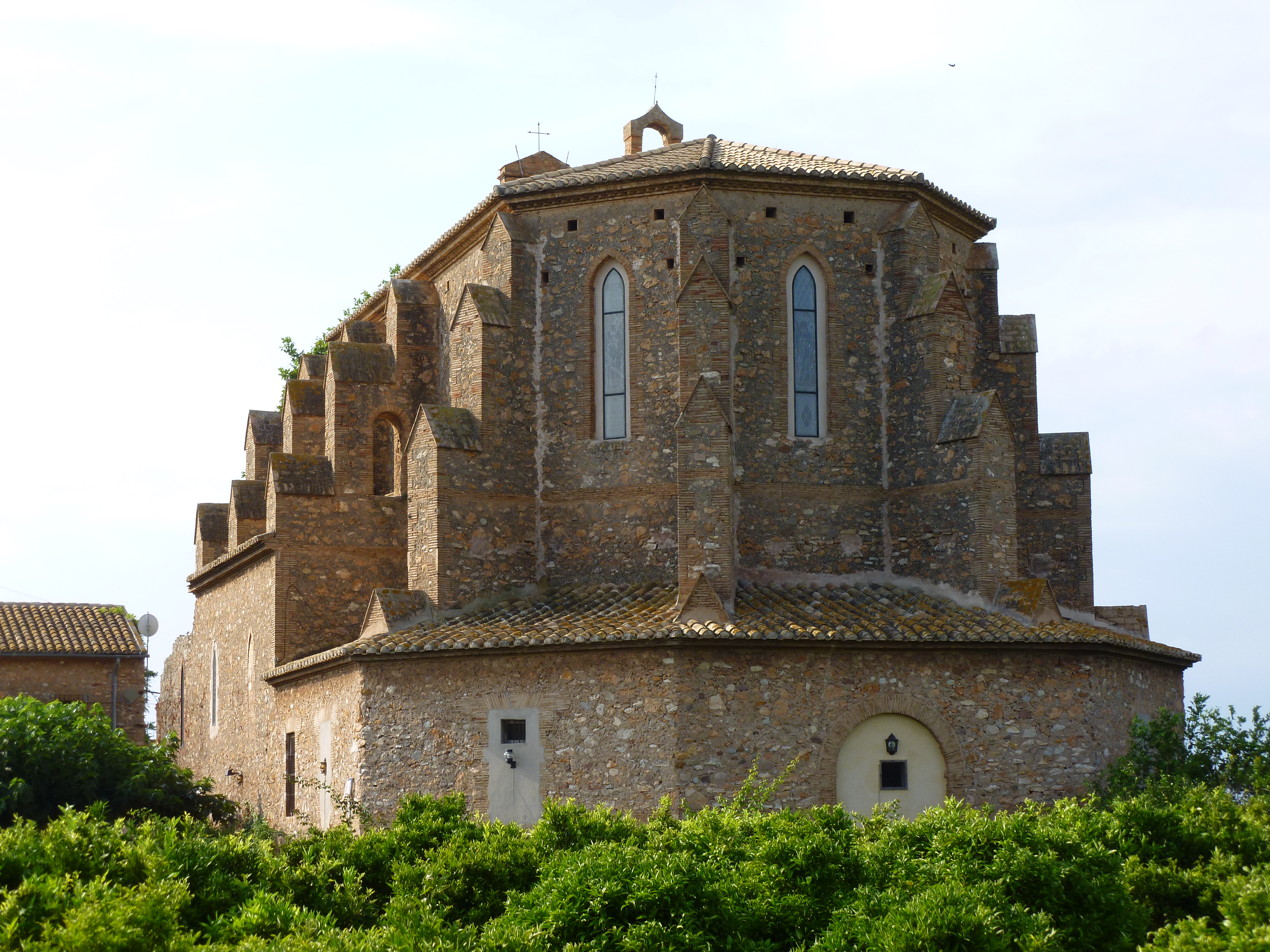
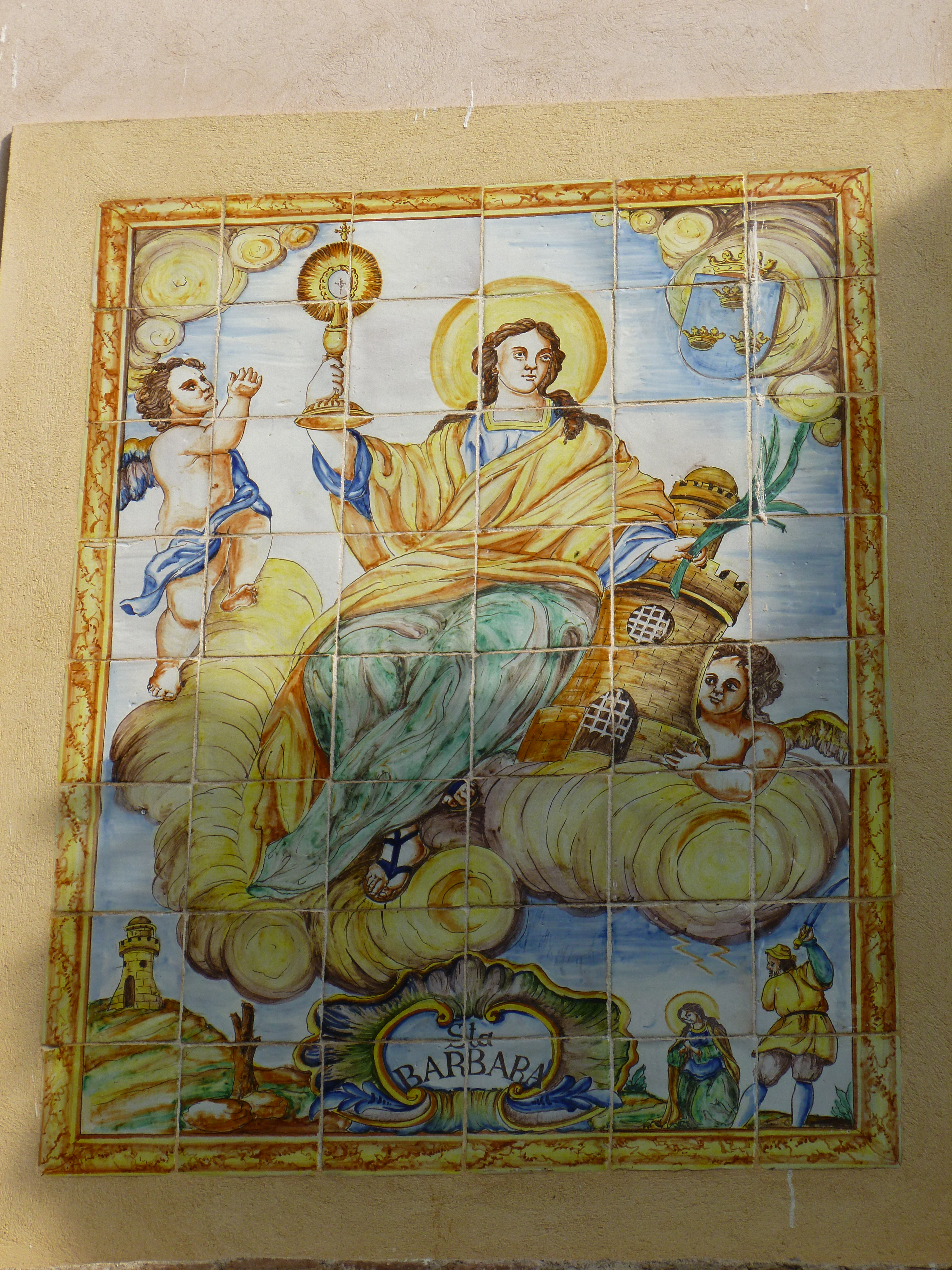

L'ermita actual data del segle xix i és l'obra inacabada amb la qual es pretenia que l'antiga ermita existent augmentés la seva esplendor, ja que amb el temps s'havia anat deteriorant, i al temps es va tractar d'acostar l'ermita a la zona més ploblada.
De l'ermita primitiva només es va conservar la imatge de la santa. El temple es va erigir en una zona d'horta de tarongers i es va construir amb diversos elements annexos com un pou, la casa sagristà, i la del capellà. El projecte és obra de Godofred Ros de Ursinos, que al no comptar amb suficients fons per a la realització de tot el projectat (el finançament del mateix es feia per aportacions dels fidels), va deixar el mateix inacabat.

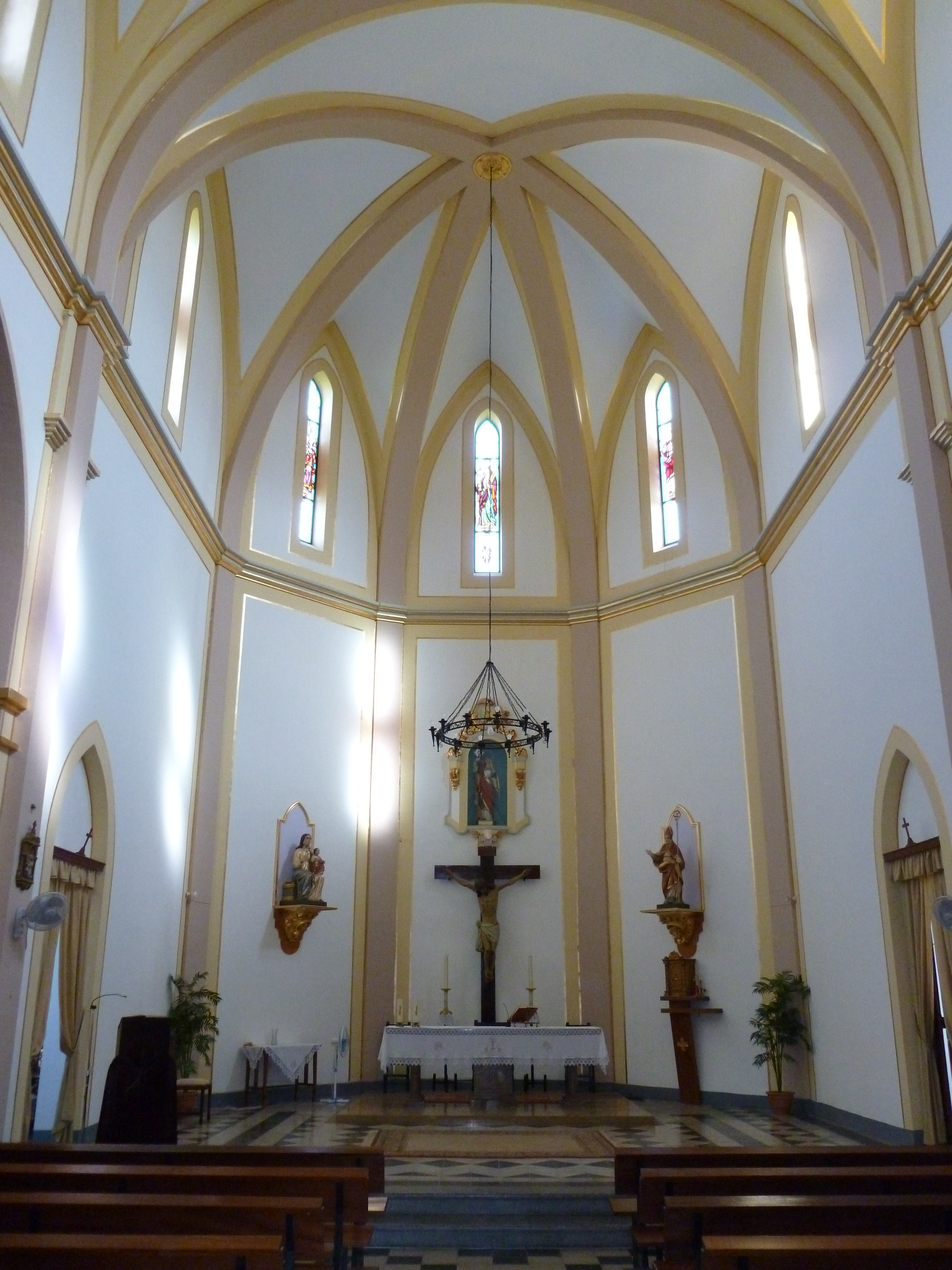
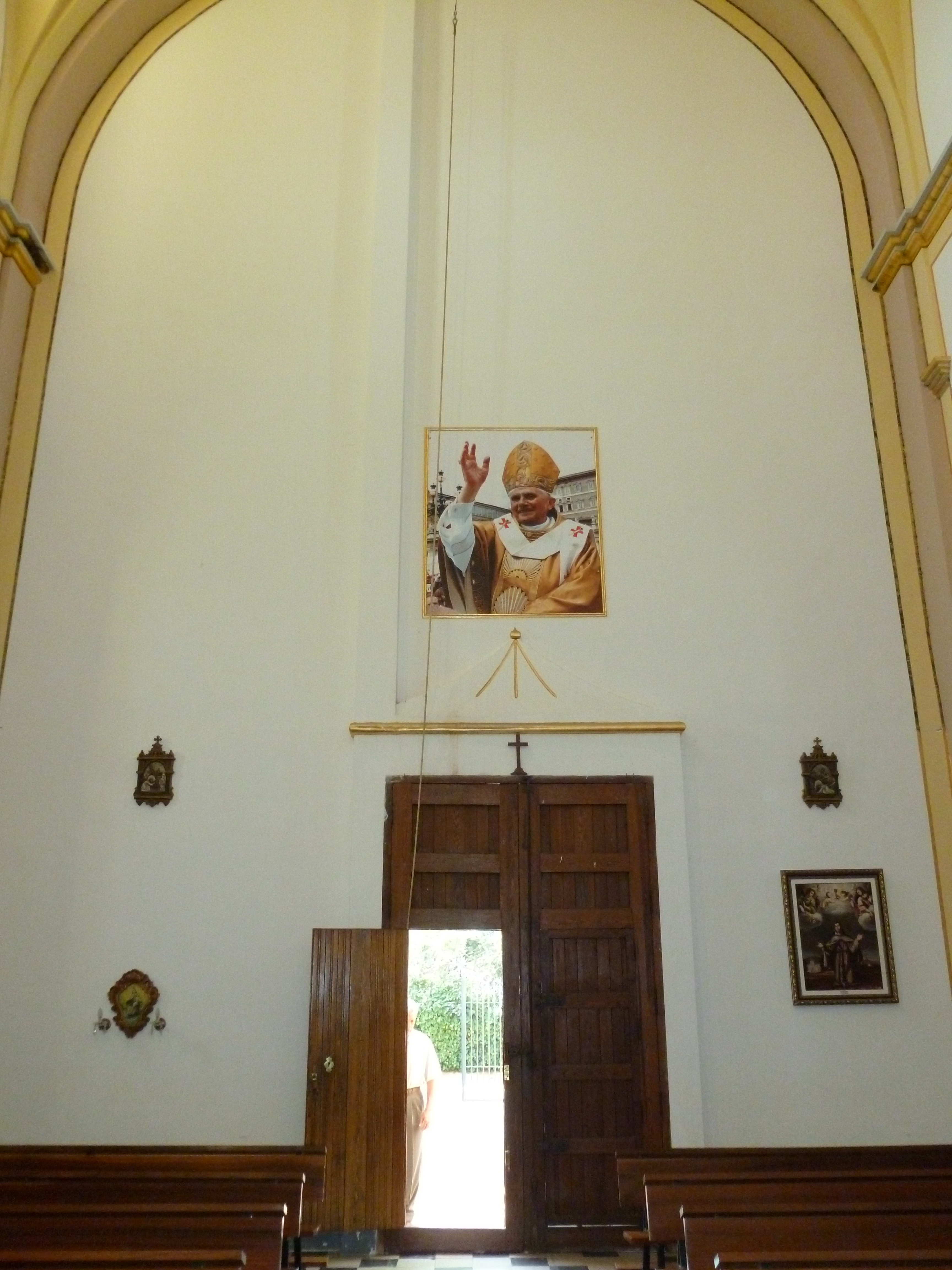
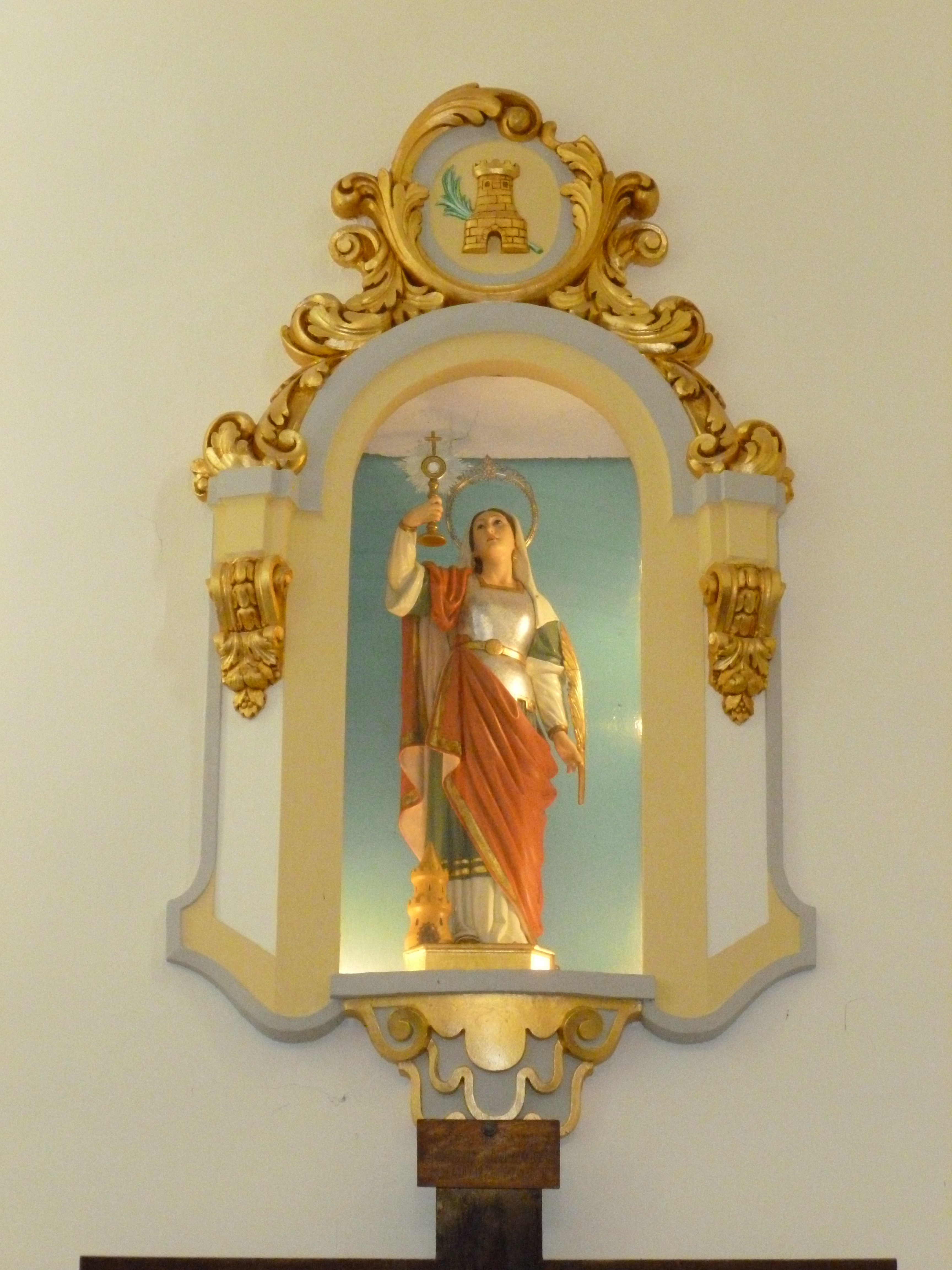
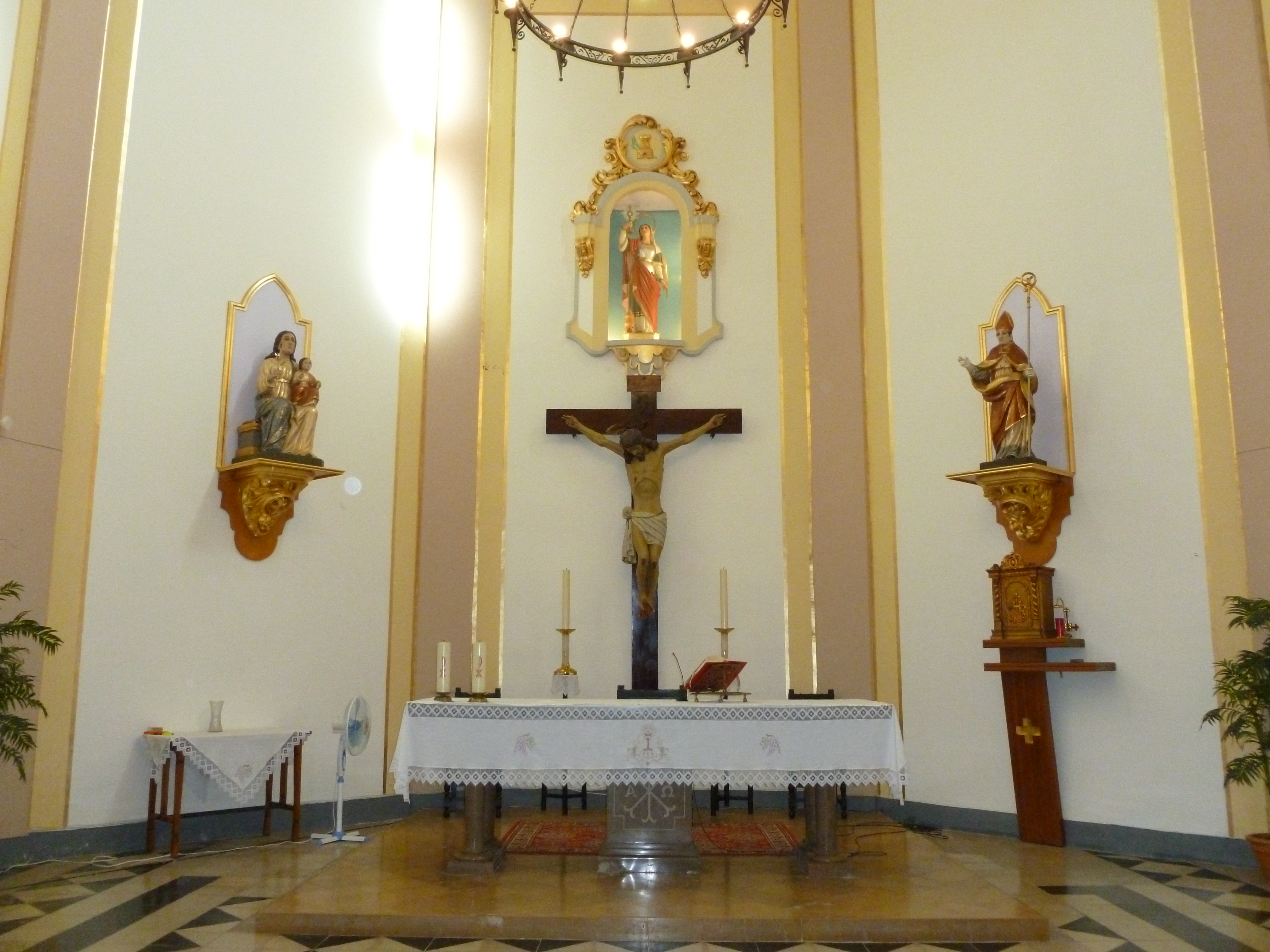

L'edifici, construït seguint les pautes del neogòtic, és de planta rectangular de nau única, amb absís en la capçalera i capelles laterals. Els contraforts dels murs són escalonats i es rematen amb terrasses a banda i banda.
L'ermita va iniciar de nou el culte en el nou temple l'any 1891.
L'any 2007 es van finalitzar les obres de restauració de l'ermita, la qual no havia estat reparada des de la guerra del 36. La restauració va ser finançada entre l'Ajuntament de Borriana, la Diputació de Castelló i la Generalitat Valenciana.
Després dels treballs de millora de l'estructura de l'edifici amb el canvi de bigues, baixants d'aigua, teulada i reconstrucció de part de la zona posterior de la planta, es va plantejar el tema de la decoració interior del temple, pel que al gener del 2017, el rector responsable de l'ermita, Antonio Lloses, va encarregar decorar l'altar major al pintor de Borriana, Pepe Forner, treball que es finançarà amb subvencions i patrocinis d'empreses i particulars.